# Ильинское (Перемышльский район)
Ильинское — село в Перемышльском районе Калужской области. Входит в состав сельского поселения «Село Ильинское».
Расположено в 32 км по прямой на юг от Калуги. В селе действует Успенский храм.

## Население
| 2002 | 2010 |
| ---- | ---- |
| 200  | ↗237 |

## Достопримечательности

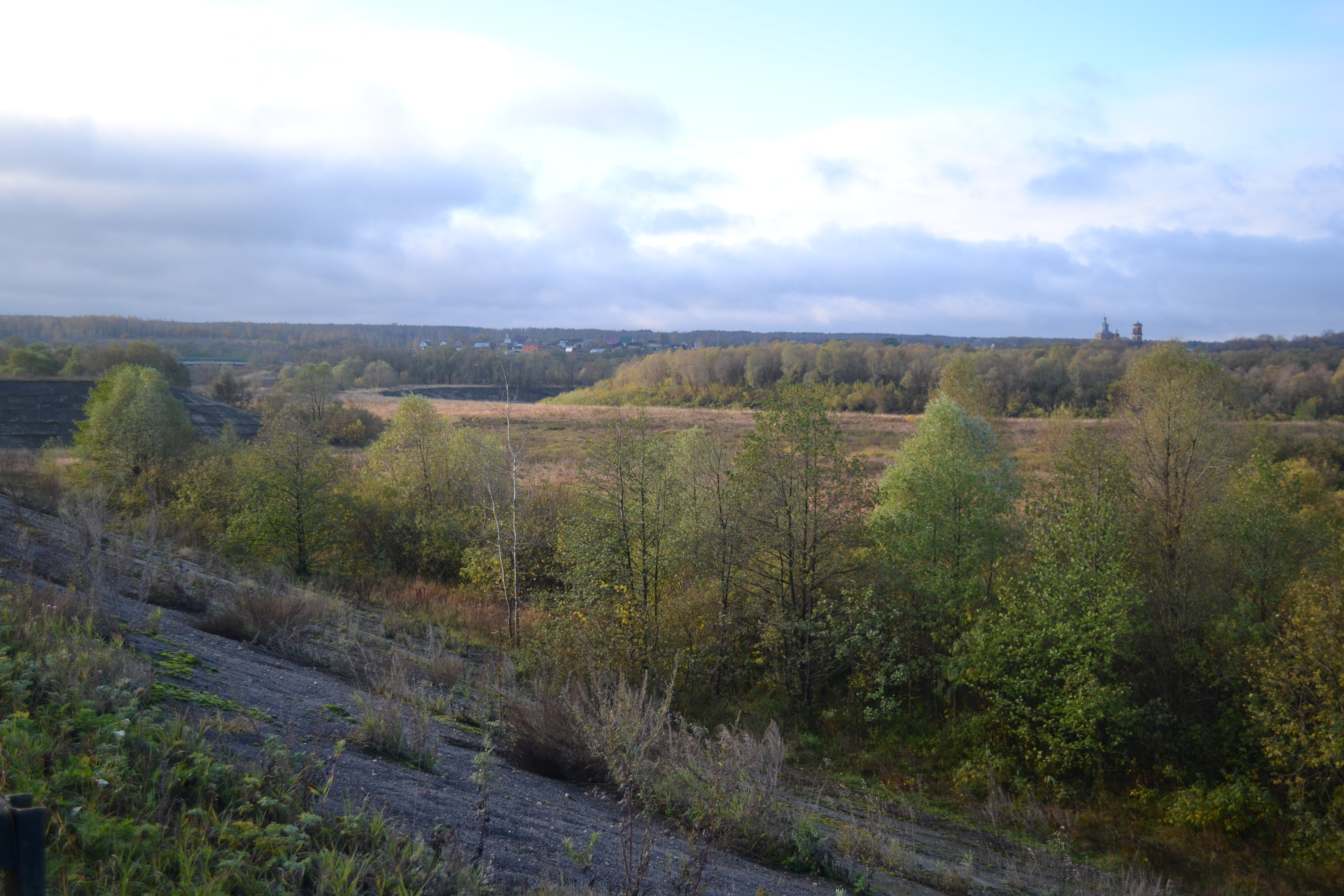
Вид на село и бывший монастырь с трассы Р92

Шаровкин Успенский монастырь